# فابریک دیور
فابریک دیور (فرانسوی: Fabrice Divert‎؛ زادهٔ ۲ سپتامبر ۱۹۶۷) بازیکن فوتبال سابق اهل فرانسه است که در پست مهاجم بازی می‌کرد.
از باشگاه‌هایی که در آن بازی کرده‌است می‌توان به باشگاه فوتبال مون‌پلیه، باشگاه فوتبال کان و باشگاه فوتبال گنگام اشاره کرد.
وی همچنین در تیم ملی فوتبال فرانسه بازی کرده‌است.